# 松井謙彌
松井謙弥（1985年9月10日—），日本職業足球員，前日本20歲以下足球代表隊成員。現效力於台企甲球隊台中FUTURO 。

## 俱乐部生涯
2004年，松井謙弥在磐田喜悅开始足球生涯。2009年转会至京都不死鳥，2010年转会至大阪櫻花，2013年转会至德島漩渦，2015年转会至川崎前鋒，2016年转会至大宮松鼠。

## 日本國家足球隊
松井謙弥参加了2005年世界青年錦標賽。

## 外部連結
- （日語）J.League Data Site （页面存档备份，存于）